# Lewis R. Packard
Lewis R. Packard (vollständiger Name Lewis Richard Packard, * 22. August 1836 in Philadelphia; † 26. Oktober 1884 in New Haven, Connecticut) war ein US-amerikanischer Klassischer Philologe. Er war ab 1859 Tutor und Professor des Griechischen an der Yale University und beteiligte sich an der Gründung der American School of Classical Studies at Athens.

## Leben
Lewis R. Packard war der zweite Sohn des Rechtsanwalts Frederick A. Packard (1794–1867) und seiner Ehefrau Elizabeth Dwight Packard geb. Hooker (1798–1862). Er studierte von 1852 bis 1856 am Yale College und nahm nach dem Bachelorabschluss (B. A.) 1856 ein Graduiertenstudium an der Yale University auf. Mit Unterstützung seiner Familie unternahm er 1857–1858 eine lange Bildungsreise nach Europa. Er studierte an der Berliner Universität, ohne sich auf ein bestimmtes Fach festzulegen. Seinen Entschluss, die Klassische Philologie und Altertumskunde zu wählen, traf er 1858 bei seiner Reise durch Griechenland.
Nach seiner Rückkehr in die Vereinigten Staaten unterrichtete Packard ab 1859 als Tutor of Greek an der Yale University. Nach seiner Promotion zum Ph. D. (1863) wurde er 1863 zum Assistant Professor of Greek ernannt und 1866 zum Hillhouse Professor of Greek. Im Winter 1866/67 unternahm Packard seine zweite Reise nach Griechenland und hielt sich in Athen auf. Er festigte seine Vertrautheit mit der Sprache und Kultur der Griechen und bereitete den Plan vor, eine permanente Niederlassung für amerikanische Studenten in Athen einzurichten.
1871 wurde bei Packard eine chronische Lungenkrankheit festgestellt, die ihn sein weiteres Leben begleitete. Er setzte seine Arbeit jedoch unermüdlich fort und nahm nur in zwei Wintern Erholungsurlaub. Neben seiner Lehrtätigkeit in Yale veröffentlichte er einige Aufsätze zur griechischen Literatur und engagierte sich in der American Philological Association, deren Präsident er im Jahr 1880/81 war. Mit anderen Mitgliedern der American Philological Association und dem Archeological Institute of America bereitete er die Einrichtung eines Studienzentrums für amerikanische Studenten in Athen vor, das 1881 als American School of Classical Studies at Athens gegründet wurde.
Für das Jahr 1883/84 wurde Packard zum Direktor der American School of Classical Studies at Athens gewählt (als zweiter jährlicher Direktor, nach William Watson Goodwin). Auf der Schiffsreise im Juni 1883 brach seine Krankheit aus und verschlimmerte sich während seines Aufenthalts in Athen, so dass er seinen Lehrauftrag nur sehr eingeschränkt wahrnehmen konnte. Nach seiner Rückkehr in die USA im Juni 1884 verbrachte er einige Monate mit Kuraufenthalten in den Catskill Mountains sowie in Shelter Island und Princeton. Am 25. September 1884 kehrte er an seinen Heimatort New Haven zurück, wo er einen Monat später im Alter von 48 Jahren starb. Aus seinem Nachlass erschienen 1886 einige Aufsätze in einem Sammelband.
Packard war ab dem 29. Dezember 1870 verheiratet mit der Pfarrerstochter Harriet M. Storrs. Das Paar hatte eine Tochter.

## Schriften (Auswahl)
- Studies in Greek Thought. Essays Selected from the Papers of Lewis R. Packard. Boston 1886